# Gitarrfodral

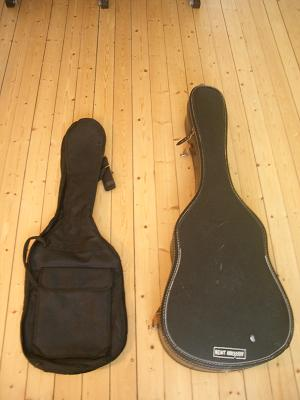
Gitarrfodral.

Ett gitarrfodral är ett fodral för förvaring av en gitarr. Det används främst för att skydda gitarren och för att den ska bli lättare att transportera. Ett gitarrfodral är vanligtvis i hårdplast (hardcase) där det ofta är ett enkelt handtag, men det finns även lättare i tyg (gigbag) som brukar ha både handtag och axelrem.